# Paul Verhoeven (regista tedesco)
Paul Verhoeven, nato Paulus Joseph Verhoeven (Unna, 23 giugno 1901 – Monaco di Baviera, 22 marzo 1975), è stato un regista e attore tedesco.

## Biografia
Paul Verhoeven nacque nel 1901, a Unna, nella Renania Settentrionale-Vestfalia, in una famiglia di origine olandese molto modesta che, oltre a lui, aveva altri tredici figli. Prima di avvicinarsi al teatro, aveva pensato di fare l'architetto. Senza seguire corsi regolari, ricevette comunque lezioni di recitazione da Karl Wüstenhagen, un attore di Dortmund. Cominciò a recitare a Monaco con l'impresario Hermine Körner e in seguito a Dresda e Francoforte. Verhoeven si avvicinò al cinema negli anni trenta, prima come attore e poi come sceneggiatore e regista. Nel 1936 fu diretto da Luis Trenker in L'imperatore della California e, da regista, debuttò con Die Fledermaus, una adattamento dell'operetta di Johann Strauss. Negli anni del nazismo, Verhoeven preferì dedicarsi a un genere cinematografico di film leggeri, non politici, continuando su questa strada anche dopo la guerra.
Diventò direttore del teatro di stato bavarese, carica che gli venne affidata dal governo militare degli Stati Uniti e che ricoprì fino al 1948. In seguito, continuò a dirigere altri teatri in diverse città tedesche. Scrisse anche alcuni lavori teatrali e lavorò per la televisione, sia come attore che come regista e sceneggiatore fino a metà degli anni settanta. Presidente della Deutsche Film-Union, nel 1960 insegnò al Deutsche Institut für Film und Fernsehen. Nel 1967, apparve nel film d'esordio di suo figlio Michael Verhoeven. Morì a Monaco di Baviera il 22 marzo 1975 a 73 anni; è sepolto accanto alla moglie nel cimitero Waldfriedhof di Monaco.

## Filmografia

### Regista
- Die Fledermaus, supervisione di Hans H. Zerlett (1937)
- Preferisco mia moglie (Der Tag nach der Scheidung (1938)
- Mia moglie si diverte (Unsere kleine Frau) (1938)
- Treno di lusso (Salonwagen E 417) (1939)
- Renate im Quartett (1939)
- Oro tragico (Gold in New Frisco) (1939)
- Matrigna (Aus erster Ehe) (1940)
- Die Nacht in Venedig (1942)
- Der Fall Rainer (1942)
- La grande ombra (Der große Schatten) (1942)
- Ein glücklicher Mensch (1943)
- Das Konzert (1944)
- Philharmoniker (1944)
- Das kleine Hofkonzert (1948)
- Du bist nicht allein (1949)
- Dieser Mann gehört mir (1950)
- Das kalte Herz (1950)
- Eva im Frack (1951)
- Die Schuld des Dr. Homma (1951)
- Heidelberger Romanze (1951)
- Ein ganz großes Kind (1952)
- Das kann jedem passieren (1952)
- Praterherzen (1953)
- Vergiß die Liebe nicht
- Hochzeit auf Reisen
- Eine Frau von Heute (1954)
- Hoheit lassen bitten (1954)
- Ewiger Walzer (1954)
- Ich weiß, wofür ich lebe (1955)
- Roman einer Siebzehnjährigen (1955)
- Die goldene Brücke (1956)
- ...wie einst Lili Marleen (1956)
- Jede Nacht in einem anderen Bett (1957)
- Von allen geliebt (1957)
- Der Jugendrichter (1960)
- Ihr schönster Tag

### Regista tv
- Der geheimnisvolle Dr. Mander (1957)
- Die selige Edwina Black (1958)
- Dr. med. Hiob Praetorius (1958)
- Die Troerinnen des Euripides (1959)
- Nachtasyl (1959)
- Der Fehltritt (1960)
- Die große Wut des Philipp Hotz
- Das Lied der Taube
- Die Sache mit dem Ring
- Peter Pan
- Bedaure, falsch verbunden
- Froher Herbst des Lebens
- Geliebt in Rom
- Mamselle Nitouche
- Kleider machen Leute
- Zweierlei Maß
- Vor Nachbarn wird gewarnt
- Der Fall Jeanne d'Arc
- Der Fall Mata Hari
- Liebe für Liebe
- Der Panamaskandal
- Gottes zweite Garnitur
- Der Hitler/Ludendorff-Prozeß - Szenen aus einem Hochverratsprozeß in einer Republik ohne Republikaner
- Verdacht gegen Barry Croft

### Sceneggiatore
- Il concerto di corte (Das Hofkonzert), regia di Detlef Sierck (Douglas Sirk) (1936)
- Das kleine Hofkonzert , regia di Paul Verhoeven (1948)
- Du bist nicht allein, regia di Paul Verhoeven (1949)
- Mia moglie si diverte (Unsere kleine Frau), regia di Paul Verhoeven (1938)
- Renate im Quartett, regia di Paul Verhoeven (1939)
- Matrigna (Aus erster Ehe), regia di Paul Verhoeven (1940)
- Der Fall Rainer, regia di Paul Verhoeven (1942)
- Philharmoniker, regia di Paul Verhoeven (1944)

### Attore
- Gutgehendes Geschäft zu verkaufen, regia di H.W. Becker (1933)
- L'imperatore della California (Der Kaiser von Kalifornien), regia di Luis Trenker (1936)
- Brillano le stelle (Es leuchten die Sterne), regia di Hans H. Zerlett (1938)
- Preferisco mia moglie (Der Tag nach der Scheidung), regia di Paul Verhoeven (1938)
- Mia moglie si diverte (Unsere kleine Frau), regia di Paul Verhoeven (1938)
- Treno di lusso (Salonwagen E 417), regia di Paul Verhoeven (1939)
- Was wird hier gespielt?, regia di Theo Lingen (1940)
- Trapezio della morte (Die drei Codonas), regia di Arthur Maria Rabenalt (1940)
- Jakko, regia di Fritz Peter Buch (1941)
- Der Trichter Nr. 12, regia di Werner Malbran (1941)
- Die Nacht in Venedig, regia di Paul Verhoeven (1942)
- La grande ombra (Der Große Schatten), regia di Paul Verhoeven (1942)
- Ein glücklicher Mensch, regia di Paul Verhoeven (1943)
- Herr Sanders lebt gefährlich, regia di Robert Adolf Stemmle (1944)
- Philharmoniker, regia di Paul Verhoeven (1944)
- Du bist nicht allein, regia di Paul Verhoeven (1949)
- Die Schuld des Dr. Homma, regia di Paul Verhoeven (1951)
- Heidelberger Romanze, regia di Paul Verhoeven (1951)
- Ein ganz großes Kind, regia di Paul Verhoeven (1952)
- Praterherzen, regia di Paul Verhoeven (1953)
- Das Nachtgespenst, regia di Carl Boese (1953)
- Ewiger Walzer, regia di Paul Verhoeven (1954)
- Roman einer Siebzehnjährigen, regia di Paul Verhoeven (1955)
- Die goldene Brücke
- Nient'altro che la verità (...und nichts als die Wahrheit), regia di Franz Peter Wirth (1958)
- L'uomo nella rete (Menschen im Netz), regia di Franz Peter Wirth (1959)
- Der Kardinal von Spanien, regia di August Everding (1965)
- Paarungen, regia di Michael Verhoeven (1967)